# Hydriena ishidae
Hydriena ishidae är en insektsart som beskrevs av Matsumura 1905. Hydriena ishidae ingår i släktet Hydriena och familjen Dictyopharidae. Inga underarter finns listade i Catalogue of Life.